# Kościół św. Mikołaja w Örebro
Kościół św. Mikołaja w Örebro (szw. S:t Nicolai kyrka, Örebro lub potocznie Nikolaikyrkan) – kościół parafialny ewangelicko-luterańskiego Kościoła Szwecji, położony w Örebro, w parafii Nikolai församling, należącej do diecezji Strängnäs. Jest głównym kościołem miasta i świadkiem ważnych wydarzeń historycznych: w 1436 roku został tu pochowany szwedzki bohater narodowy Engelbrekt Engelbrektsson, a w 1810 roku podczas obrad Riksdagu, został wybrany jako następca tronu Szwecji marszałek Francji Jean Baptiste Bernadotte, który, jako król Karol XIV Jan, dał w 1818 roku początek dynastii Bernadotte, aktualnie panującej w Szwecji.
Kościół św. Mikołaja ma status zabytku sakralnego według rozdz. 4 Kulturminneslagen (pol. Ustawa o ochronie zabytków) ponieważ został wzniesiony przed końcem 1939 roku (3 §). Jest wpisany pod numerem 21300000003502 do rejestru zabytków Bebyggelseregistret prowadzonego przez Riksantikvarieämbetet.

## Historia
Kościół św. Mikołaja został zbudowany w stylu gotyckim pomiędzy końcem XIII a połową XIX wieku. Jako budulca użyto piaskowca. Przy budowie świątyni wzorowano się na katedrze w Skarze nadając jej formę kościoła halowego z dobudowanym transeptem. W XV wieku od zachodu dobudowano wieżę, a do północnego ramienia transeptu kaplicę, pomyślaną przypuszczalnie jako miejsce kultu Engelbrekta Engelbrektssona. Rozwój tego kultu został przerwany przez nadejście reformacji, wprowadzanej w Örebro przez urodzonego w tym mieście Olausa Petriego. Grobowiec Engelbrektssona został wówczas zniszczony. Kościół swoje obecne wezwanie otrzymał dopiero w XVIII wieku. Przedtem nazywany był kościołem [miasta] Örebro. 

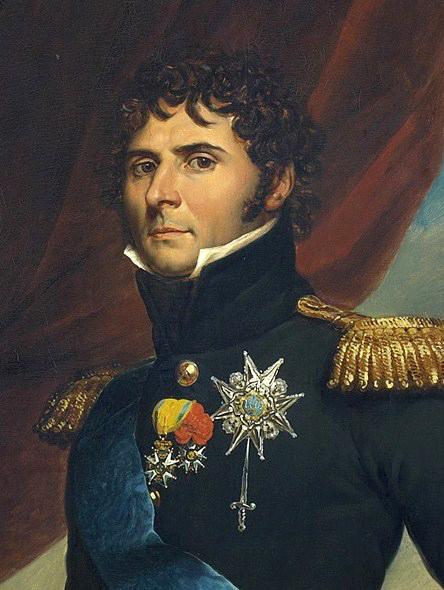
François Gérard, Król Karol XIV Jan, ok. 1811, lokalizacja nieznana

W okresie późniejszym stał się świadkiem ważnych wydarzeń. Dogodne, centralne położenie miasta sprawiło, że przeniesiono do niego obrady Riksdagu, kiedy stolica kraju była ogarnięta niepokojem; nagła śmierć następcy tronu, księcia Karla Augusta i zamordowanie marszałka Axela Fersena wywołały zamieszki. Obrady Riksdagu rozpoczęły się 30 czerwca 1810 roku w kościele św. Mikołaja, który na ten czas stał się salą obrad. 21 sierpnia 1810 roku podczas obrad Riksdagu na tron szwedzki wybrany został Jean Baptiste Bernadotte; przyjęto też wówczas, obowiązujący z pewnymi zmianami do dziś, Akt o sukcesji tronu (Successionsordningen). Gdy w 1812 roku, w okresie trwania wojen napoleońskich Jean Baptiste Bernadotte, już jako regent, wygłaszał podczas posiedzenia Riksdagu przemówienie, musiał je odczytać z kartki, zapisane fonetycznie po francusku, ponieważ nie znał języka szwedzkiego.

## Architektura

### Wygląd zewnętrzny
W XVIII wieku przebudowano wieżę kościelną. W drugiej połowie XIX wieku kościół poddano restauracji, którą nadzorował Adolf Kjellström we współpracy z Axelem Hermanem Häggiem. W latach 1877–1879 kościół otrzymał swój obecny wygląd z ostrołukowymi oknami, krenelażem i neogotycką wieżą, zbudowaną z wapienia, mającą 67 m wysokości. Witraże w oknach zaprojektował Carl Almquist. Dach kościoła pokryto łupkiem, który w 1950 roku zastąpiła blacha miedziana. W latach 1897–1898 została zbudowana istniejąca do dziś kaplica, dawniej nosząca nazwę Längbrokyrkan, a obecnie Engelbrektskapellet (kaplica Engelbrekta). W 1936 roku dokonano kolejnej restauracji kościoła, którą kierował architekt Erik Fant, a w latach 1962–1964 następnej, przeprowadzonej według planów Kurta von Schmalensee. Kościół zachował swą zewnętrzną konstrukcję w takiej postaci, jaką miał od 1878 roku, kiedy otrzymał obecną wieżę. Kompleksowej restauracji poddano natomiast jego wnętrze. Podczas prac starano się zachować cenne, dawne elementy nadając wnętrzu w przybliżeniu ten kształt, jaki miało ono w średniowieczu, przystosowując je zarazem do wymagań współczesności. Dzięki kolorystyce i innym zabiegom wnętrzu nadano wygląd dostojny, charakterystyczny dla katedr. Ołtarz zmieniono na wolno stojący, jak w średniowieczu, i otoczono go balustradą. Zbudowano nowe empory oświetlone światłem dziennym, wpadającym przez otwory okienne, które przedtem były zamurowane. Po zakończeniu prac kościół otrzymał do dyspozycji wiernych 600–700 miejsc siedzących. Podczas trwającej 19 miesięcy restauracji kościół był zamknięty, a w Święto Wniebowstąpienia 1964 roku został ponownie otwarty. Uroczystościom inauguracyjnym przewodniczył główny celebrans biskup Gösta Lundström w asyście 13 koncelebransów.

### Wystrój wnętrza

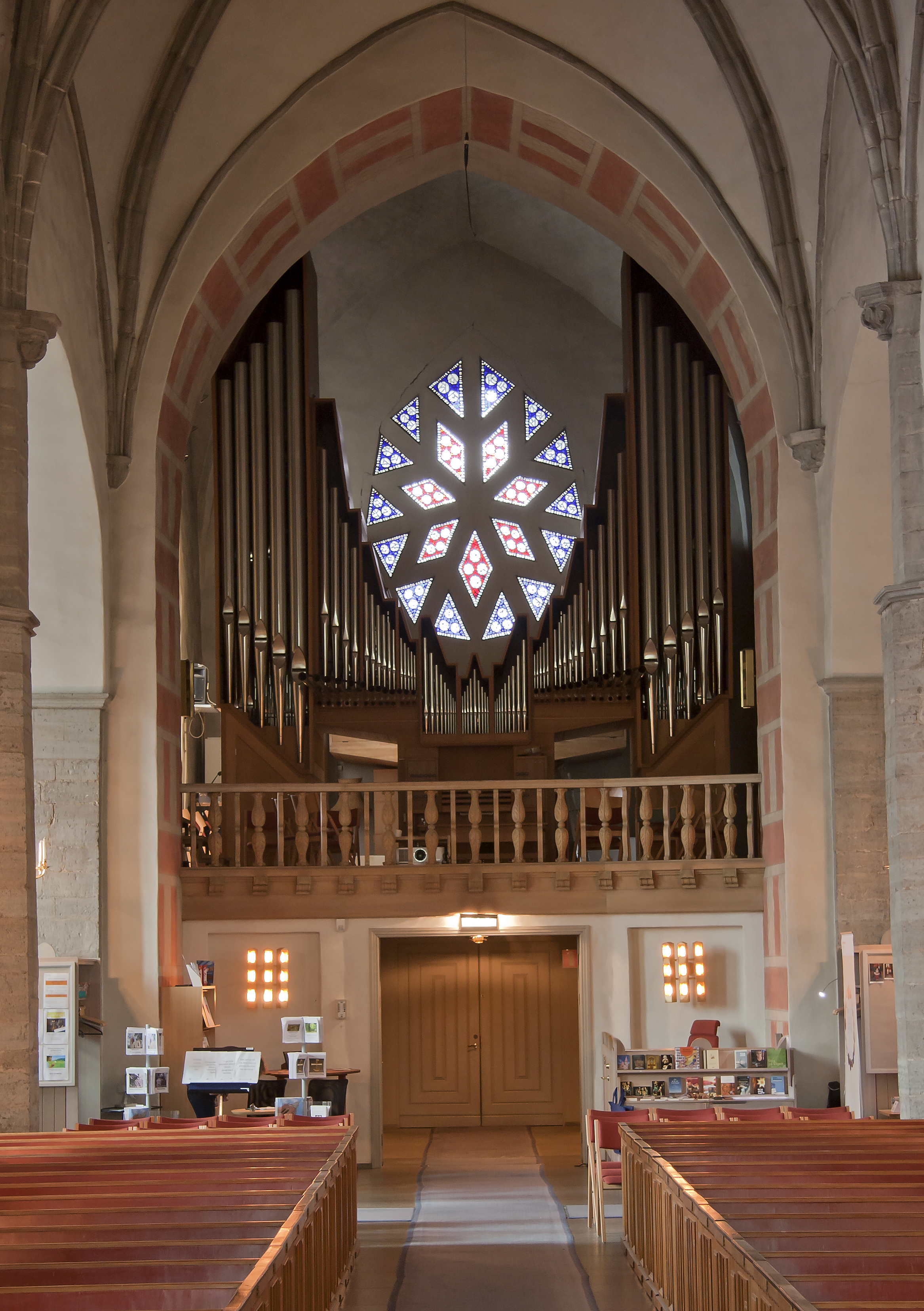
Wnętrze kościoła – widok na emporę organową

Zachowało się sporo elementów średniowiecznego wyposażenia kościoła, zwłaszcza kamiennych rzeźb, uzupełnionych podczas późniejszych restauracji. Wśród detali konstrukcyjnych i rzeźby kamiennej występują cechy stylistyczne zarówno romanizujące, jak i wczesno- oraz późnogotyckie. Barokowy ołtarz pochodzi z połowy XVII wieku, a wykonany został przez działającego w Sztokholmie rzeźbiarza Markusa Hebbela. W 1889 roku wykonano chrzcielnicę, a ozdobioną reliefami dłuta Erika Grate ambonę w 1939 roku. W 1964 roku czesko-szwedzki artysta Jan Brazda zaprojektował nowy wystrój kaplicy Engelbrekta (okno, ołtarz i chrzcielnicę). W 1970 roku w kościele zamontowano organy, zbudowane przez duński zakład organmistrzowski Fredriksbergs Orgelbyggeri. Wśród naczyń liturgicznych wyróżnia się kielich mszalny z XV wieku. Wystroju wnętrza dopełniają liczne epitafia, w tym epitafium burmistrza Örebro, M. Callandera, zmarłego w 1695 roku.

#### Kaplica Engelbrechta
Kaplica Engelbrechta została zbudowana na pamiątkę zamordowanego 4 maja 1436 roku regenta Engelbrechta Engelbrektssona, którego prochy przeniesiono do kościoła. Pod stropem kaplicy  umieszczono jego tarczę herbową. W kaplicy są cztery okna z postaciami w różnych kolorach, niepodobnymi do siebie. Uwagę zwraca jedno z okien, znajdujące się najdalej na prawo. Na jego krawędziach widnieje tekst, będący krótkim życiorysem Engelbrekta. Wiadomości o nim znajdują się również w innych miejscach w kościele. Są w nich zawarte opowieści o uzdrowieniach przybywających tu chorych pielgrzymów. Ponieważ Engelbrecht nie miał być kanonizowany, jego szczątki przeniesiono w nieznane miejsce.